# Horatio Nelson
Horatio Nelson (n. 29 septembrie 1758, Burnham Thorpe⁠(d), King's Lynn and West Norfolk, Anglia, Regatul Marii Britanii – d. 21 octombrie 1805, Capul Trafalgar, Andaluzia, Spania) a fost un amiral britanic, învingătorul flotei franco-spaniole în Bătălia de la Trafalgar, cu prețul vieții.
A fost un conducător exemplar, cu o personalitate puternică. Curajul său a fost la limita nebuniei, iar pasiunea vieții sale a fost riscul. O altă pasiune a lui Nelson, de asemenea riscantă, a fost legătura pe care acesta a avut-o cu Emma Hamilton, soția ambasadorului britanic la Napoli. Numeroasele victorii aduse în slujba Marinei Regale Britanice au făcut din Nelson un reper pentru cadrele militare și pentru populația britanică.

## Date biografice

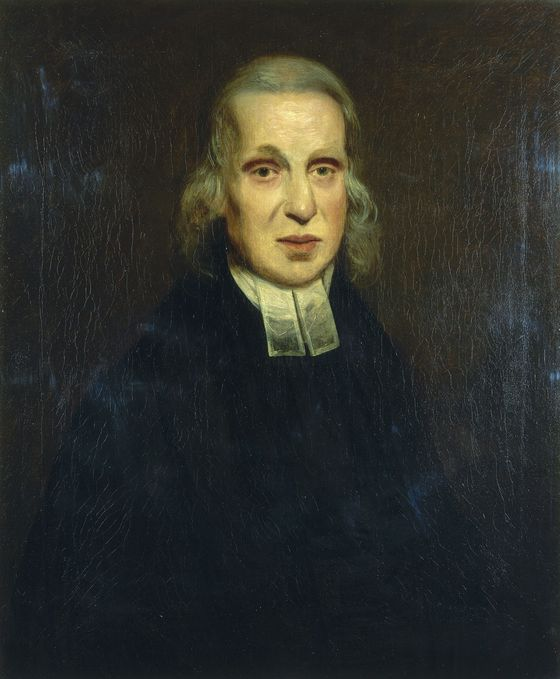
Reverendul Edmund Nelson, tatăl lui Horatio

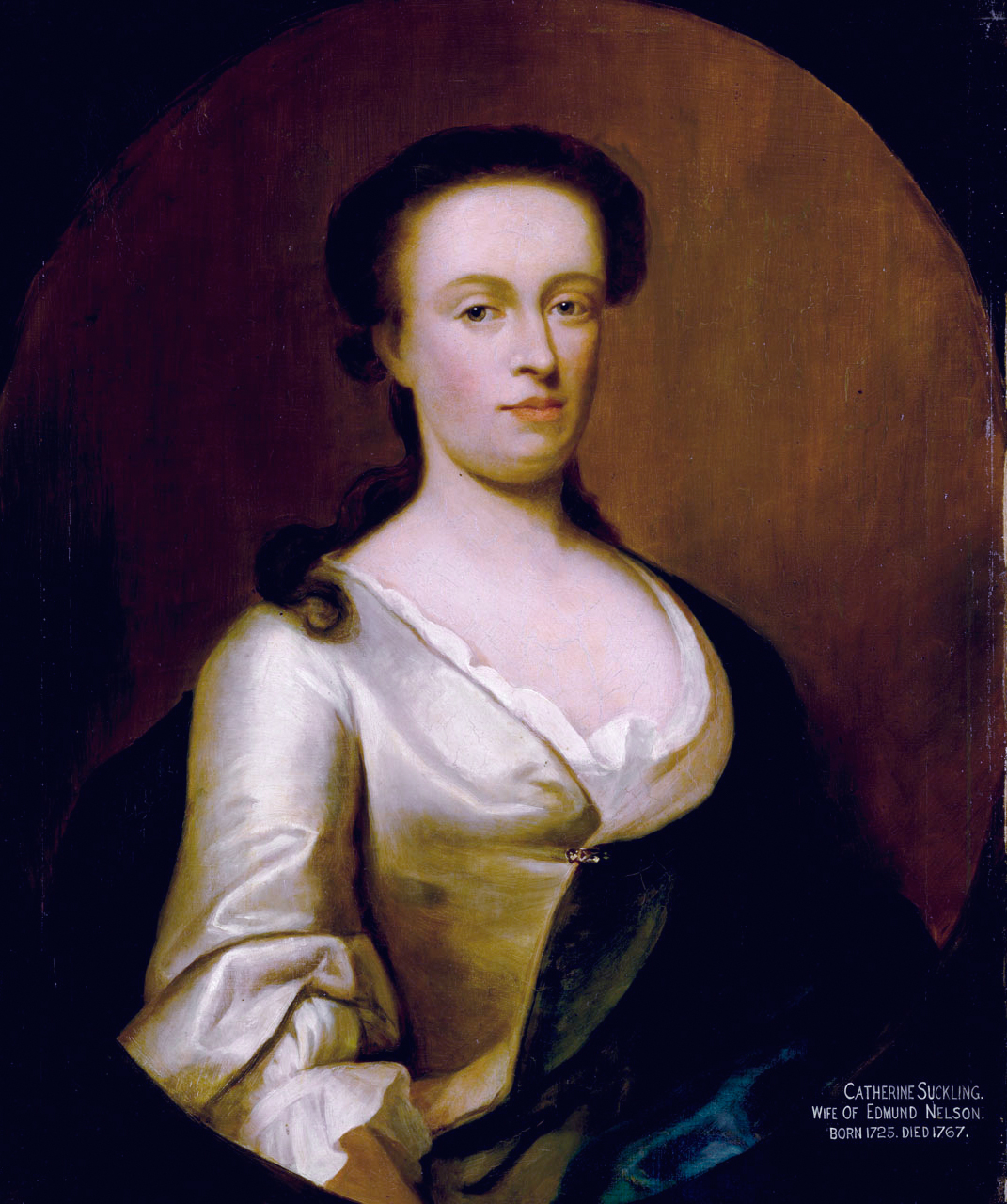
Catherine Nelson, mama lui Horatio

Horatio Nelson s-a născut pe 29 septembrie 1758, în Burnham Thorpe, Norfolk, Anglia. Era al șaselea copil din cei unsprezece copii ai reverendului Edmund Nelson și ai soției Catherine Părinții săi nu aveau o viață îmbelșugată. Mama sa moare în 1767, când Nelson are 9 ani. Mama lui era o strănepoată a prim-ministrului britanic Robert Walpole, I conte de Orford. Până la 12 ani studiază la Paston Grammar School și la Grammar School din Norwich. Pentru a-și ajuta tatăl, care nu se prea descurca cu întreținerea numeroasei lor familii, se înrolează în 1 ianuarie 1771 în Marina Regală. Unchiul său, căpitanul Maurice Suckling, îl îmbarcă pe vasul HMS Raisonable.
Ironia carierei sale pe mare a fost faptul că el suferea de "rău de mare". Totuși, perseverența îl ajută să devină în anul 1777 locotenent în Marina Regală Britanică.
La vârsta de 20 ani, Horatio Nelson este numit căpitan pe fregata Hinchinbrook. A făcut multe expediții în Indiile de vest, la Cercul Polar și în Indiile de Est, unde s-a îmbolnăvit de malarie. La bordul lui HMS Lowenstoft a călătorit până la Barbados și Jamaica.
În anul 1781, Nelson conduce expediția militară împotriva fortăreței spaniole San Juan, din Nicaragua. Bătălia a fost câștigată, dar, tânărul căpitan se îmbolnăvește și se întoarce în Anglia, unde rămâne un an în rezervă. Întors la datorie, primește comanda navei HMS Boreas, în Indiile de Vest și continuă lupta împotriva coloniilor rebele americane până la terminarea războiului.

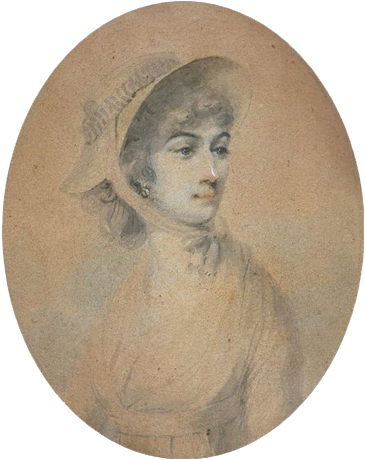
Lady Nelson, miniatură de Daniel Orme

În anul 1787, pe 11 martie, Nelson se căsătorește cu Fanny Nesbit, o tânără văduvă, care are deja un fiu de cinci ani, Josiah. Următorii ani reprezintă un pas înapoi pentru cariera tânărului căpitan. Regatul Marii Britanii nu se mai afla în război cu nici o țară și, drept urmare, Nelson este trecut în rezervă, o practică des întâlnită în acele vremuri. Viața plictisitoare pe uscat se termină o dată cu izbucnirea războiului cu Franța. Lui Nelson i se încredințează, în anul 1793, comanda vasului "Agammemnon", dotat cu 64 de tunuri și împreună cu flota Lordului Hood, navighează pe Marea Mediterană unde participă la  Asediul Toulonului. În cursul unei misiuni la Neapole, în septembrie 1793, o cunoaște pe Lady Hamilton, soția ambasadorului britanic la Neapole, cu care mai târziu va avea o relație amoroasă.
Un an mai târziu, în timpul unei operațiuni de unire a efectivului naval în Corsica, Nelson suferă primul accident grav: este lovit în față de o bucată de proiectil și își pierde ochiul drept. În anul 1796, comanda flotei din Marea Mediterană trece în mâinile lui Sir John Jervis.

## Amiralitate

### Bătălia de la Sf. Vincent

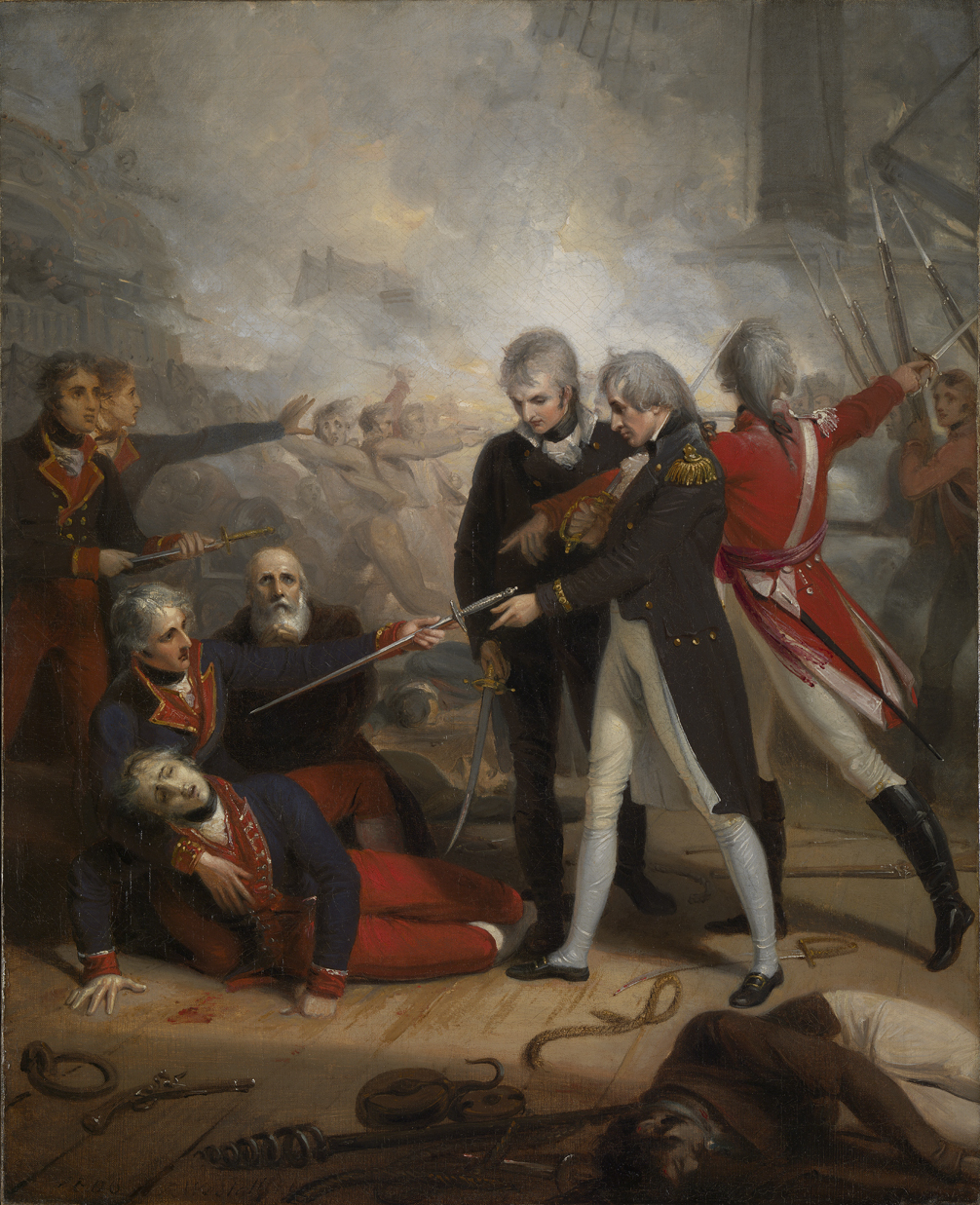
Nelson primește predarea lui San Nicolas, tablou de Richard Westall

Un moment crucial în cariera lui Nelson a fost lupta de la capul Sf. Vincent - la 14 februarie 1797. Nelson se alătură flotei lui Sir John Jervis în largul capului St. Vincent și semnalează prezența unei flote spaniole. Jervis decide să lupte și cele două flote se întâlnesc în 14 februarie. Nelson se găsește în spatele liniei britanice, la bordul lui HMS Captain și își dă seama că va trece o lungă perioadă de timp până va putea să intre în acțiune. Atunci efectuează primul său act de insubordonare devenit celebru. În loc să continue să urmeze linia, își schimbă poziția și se angajează în luptă cu trei nave spaniole enorme, care se află la conducerea diviziei spaniole: San Josef (112 tunuri), San Nicolas  (80 de tunuri) și Santissima Trinidad (130 de tunuri). Santissima Trinidad era considerată în acea vreme cel mai puternic vas de război. Jervis văzând manevra temerară, dar eficace a lui Captain, ordonă lui Culloden să facă aceeași manevră. După un duel de artilerie de o oră, Captain și Culloden sunt puternic avariate, iar Nelson se poziționează lângă San Nicolas, pentru a o aborda. San Josef, în încercarea de a ajuta San Nicolas, rău manevrată, se apropie atât de mult de ea, încât velele celor două nave se încurcă. Astfel Nelson ordonă oamenilor săi să abordeze San Nicolas trecând peste puntea lui San Jose. Această manevră atât de neobișnuită, a fost admirată de Marina Regală Britanică, astfel încât folosirea unei nave inamice pentru a trece pe o altă navă, a fost cunoscută apoi în mod glumeț drept Nelson's patent bridge for boarding ennemy vessels (podul brevetat de Nelson pentru a aborda navele inamice). La căderea nopții flota spaniolă se retrage spre Cadiz. În afară de cele două nave capturate de Nelson, britanicii au capturat alte două nave. Nelson este victorios, dar nu a ascultat ordinele. Apreciat de Jervis, acesta nu-l mustră oficial și nu menționează nimic despre acțiunile lui Nelson în raportul său oficial de luptă. Dar, într-o scrisoare privată scrisă lordului Spencer, Jervis scrie că Nelson a contribuit mult la succesul din acea zi. Victoria este primită foarte bine în Marea Britanie, Jervis este făcut Lord de St. Vincent, iar Nelson Cavaler de Bath, iar în 20 februarie, în funcție de vechimea sa și nu în legătură cu lupta, este numit amiral și i se acordă Ordinul Naval.

### Atacul de la Cadiz

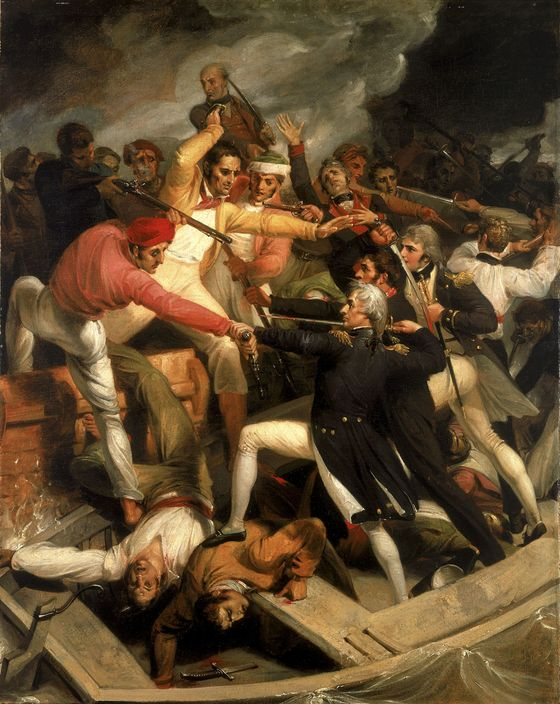
Nelson la Cadiz de Richard Westall

În 27 mai 1797, Nelson la comanda  vasului HSM Theseus, primește ordinul de a merge în largul Cadizului pentru a supraveghea flota spaniolă și a aștepta sosirea navelor spaniole cu comori, din coloniile americane. În 3 iulie, organizează un asalt asupra orașului și  un atac amfibiu. Conducând personal atacul, barja sa intră în coliziune cu cea a comandantului spaniol și începe o luptă între cele două echipaje. Este cât pe ce să fie ucis de două ori și de două ori este salvat de același marinar, John Sykes, care este grav rănit. Britanicii capturează nava spaniolă și o remorchează până la Theseus. În această perioadă, Nelson pune la punct un plan pentru a ataca Santa Cruz de Tenerife, cu scopul de a captura o mare cantitate de bani, transportată cu nava  prințului de Asturias, care urma să sosească.

### Bătălia de la Santa Cruz de Tenerife

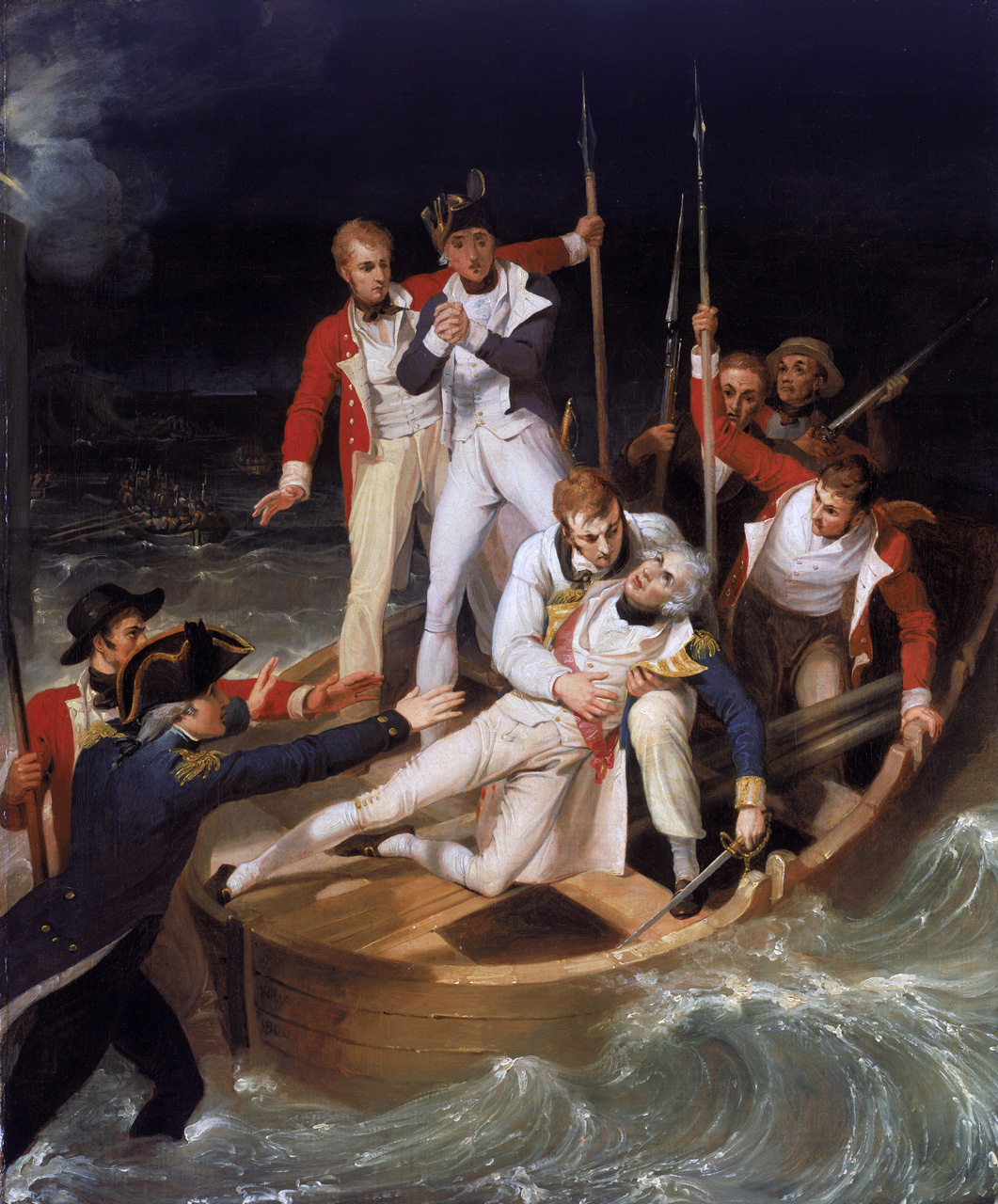
Nelson rănit în timpul bătăliei de la Santa Cruz de Tenerife de Richard Westall

Planul de luptă este constituit dintr-o combinație de bombardamente navale și o debarcare amfibie. Prima tentativă este anulată, după ce curenții adverși îngreunează asaltul, iar elementul surpriză este pierdut. Nelson ordonă imediat un alt atac, dar este respins. Se pregătește pentru o altă tentativă în timpul nopții. Vrea să fie la conducerea unuia dintre batalioane, dar operația se soldează cu un eșec, deoarece spaniolii erau pregătiți mult mai bine decât se așteptau. În confuzia atacului, multe ambarcațiuni nu ajung la țărm în pozițiile corecte, în vreme ce cele care au andocat corect, sunt respinse de focuri de armă. Barca lui Nelson ajunge la doc, dar cum pune piciorul pe pământ, este rănit la umăr în mai multe locuri. Este dus pe Theseus pentru a fi tratat de un chirurg. Ajuns la navă, refuză să fie ajutat să urce la bord: "Lasă-mă în pace! Am încă picioarele și un braț!" Mare parte a brațului drept este amputată într-o jumătate de oră, iar Nelson se întoarce imediat la căpitanii săi pentru a le da ordine.
Mai târziu, el se va scuza cu comodorul John Thomas Duckworth că nu scrie scrisori mai lungi, pentru că nu este un stângaci natural.
În acest timp, cei aflați sub comanda lui Sir Thomas Toubridge sunt blocați și nu se pot retrage pentru că bărcile lor au fost scufundate. Toubridge este constrâns să negocieze cu comandanții spanioli și ulterior i se permite să se retragă. Expediția este un faliment, un sfert din forțele britanice sunt morți sau răniți. Britanicii rămân la Tenerife trei zile, iar în 16 august escadrila se unește flotei lui Jervis, la Cadiz. Considerând că un amiral stângaci nu este util, Nelson îi scrie lui Jervis: "Un amiral stângaci nu va fi considerat niciodată util, prin urmare cu cât mai repede primesc o căsuță umilă cu atât mai bine, și voi face loc unui om mai bun, pentru a servi statul" Se întoarce în Anglia, la bordul lui HSM Seahorse în 1 septembrie și este primit ca un erou, iar rana sa atrage simpatia tuturor. Publicul refuză să atribuie eșecul din Tenerife lui Nelson, preferând să dea vina pe planificarea defectuoasă a politicilor de la St. Vincent sau chiar pe secretarul de război William Pitt.
Nelson se întoarce la Bath cu Fanny, apoi se mută la Londra, pentru a cere asistență medicală de specialitate, cu privire la brațul amputat. Chirurgii nu reușesc să înlăture ligatura principală a brațului amputat, ceea ce-i provoacă infecții și inflamații. Totuși la începutul lui decembrie, Nelson începe să se recupereze rapid. Dornic să se întoarcă pe mare, primește comanda vasului HMS Vanguard cu 74 de tunuri. Activitățile francezilor în Marea Mediterană, preocupă Amiralitatea britanică. La 28 martie 1798 Nelson se alătură Lordului St. Vincent. Acesta îl trimite la Toulon pentru a spiona activitățile francezilor.

### Supravegherea francezilor
Nelson trece prin strâmtoarea Gibraltar, dar în 20 mai o furtună puternică dispersează escadrila. În timp ce britanicii se luptă cu furtuna, Napoleon Bonaparte navighează cu flota sa de invazie, condusă de vice-amiralul François-Paul Brueys d'Aigalliers. Flota lui Nelson primește întăriri și ordinul de a-i intercepta pe francezi. Începe să-i caute pe coastele italiene, dar este încetinită de lipsa fregatelor, nave ușor manevrabile și mai rapide. Napoleon ajunge la Malta și după o demonstrație de forță, cucerește insula. Nelson îl urmează, dar francezii au părăsit deja insula și se îndreaptă spre Egipt. După o reuniune cu căpitanii săi, se decide că cea mai probabilă destinație a lui Napoleon este Alexandria. Dar, la 28 iunie când sosesc la Alexandria, nici urmă de francezi. Consternat, începe căutarea pe partea estică a deltei Nilului. La 1 iulie, flota lui Napoleon debarcă la Alexandria, fără să întâmpine nici o opoziție.  Vice-amiralul Brueys ancorează flota sa în golful Abukir, fiind gata să-l sprijine pe Napoleon dacă va fi necesar. Nelson între timp traversează Marea Mediterană și nereușind să-i găsească pe francezi, merge la Neapole pentru aprovizionare. Pleacă din nou și decide să treacă pe la Alexandria pentru o ultimă verificare. Capturează un vas comercial francez, de la care află primele vești despre francezi: îi văzuseră  cu o lună mai devreme, trecând la sud-est de Creta, în direcția Alexandriei.

### Bătălia de la Abukir

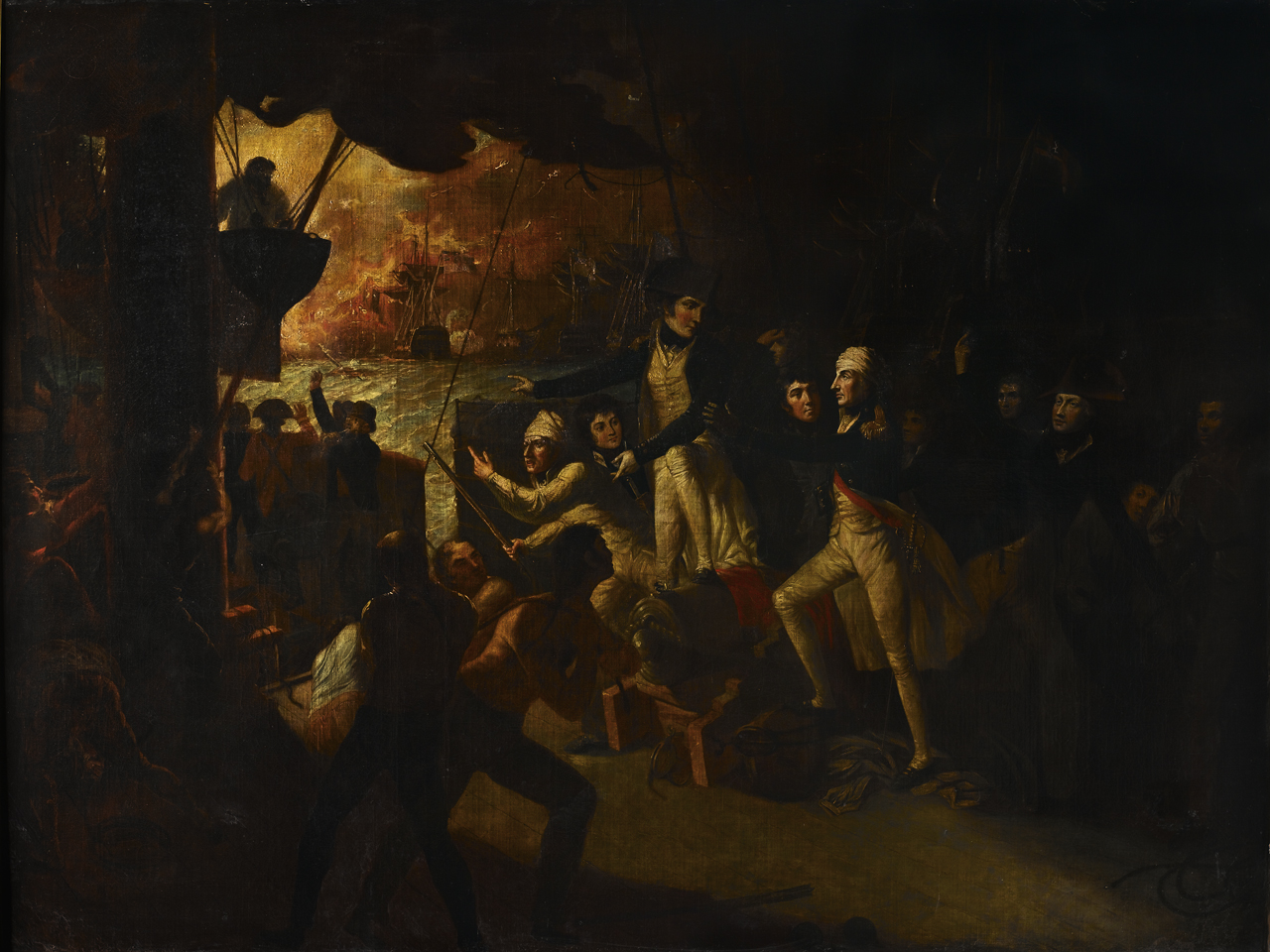
Horatio Nelson în bătălia de la Abukir, de Daniel Orme

Pleacă la Alexandria, dar din nou nici urmă de francezi. Caută de-a lungul coastei și într-un sfârșit găsește flota lui Napoleon ascunsă în Golful Abukir, în apropierea Alexandriei. Nelson se află la comanda unei flote net inferioară celei franceze, dar deosebit de omogenă și cu comandanți foarte uniți. Mai târziu vor fi numiți band of brothers (banda fraților). Flota engleză este compusă din treisprezece nave cu câte 74 de tunuri și un mic vas cu 50 de tunuri. Francezii dispun de treisprezece nave, una cu 120 de tunuri, trei cu 80 de tunuri, nouă cu 74 de tunuri și patru fregate. Francezii au o poziție bună, sunt ancorați în apropierea unei linii de bancuri, crezându-se apărați astfel de un atac dinspre port. Nu se așteaptă să fie atacați până a doua zi. Dar Nelson ordonă navelor sale să avanseze. Căpitanul Thomas Foley, descoperă un decalaj între bancurile de nisip și navele franceze și, la bordul lui Goliath, îi atacă pe francezi din spate. Luați pe nepregătite, francezii se trezesc atacați din două părți: flota britanică se divide între cei care-l urmează pe Foley și cei care atacă pe partea tribord a liniei franceze. Nava franceză L'Orient, cu 120 de tunuri și având la bord comoara Cavalerilor de Malta, este atacată prima de către Bellerophon, care își pierde catargul, este silită să ridice ancora și pleacă în derivă. Alte două nave britanice, Swiftshure și Alexander, îi iau locul și se plasează la babordul și tribordul lui L' Orient, iar la nouă fără cinci, L'Orient este cuprinsă de flăcări, care iluminează noaptea. Navele franceze care se găsesc în apropiere, încearcă să se îndepărteze, pentru a evita să ia foc. La ora zece focul ajunge la depozitul de praf de pușcă și L'Orient explodează. Catargele, comoara Cavalerilor de Malta și echipajul, printre care vice-amiralul Brueys, sunt aruncați la sute de metri înălțime.
Aflat la bordul lui Vanguard, la ora opt Nelson este rănit la frunte. Cade pe punte, cu o bucată de piele ce-i atârnă peste ochiul bun. Crezându-se rănit de moarte strigă "Sunt ucis! Amintiți-i soției mele de mine!". Examinat de un chirurg, descoperă că este doar o rană ușoară și este bandajat în mod sumar. Atacul prin surprindere condus de Nelson, a făcut ca dintre 13 nave franceze, 11 să ajungă pe fundul mării sau să fie capturate de englezi. Doar două nave franceze se salvează Généreux și Guillaume Tell și două fregate Diane și Justice.
Confruntarea navală din anul 1798, a rămas un punct de referință în cărțile de istorie. Practic, Nelson, privându-l de flota lui, l-a izolat pe Napoleon în Egipt. Bătălia stabilește superioritatea marinei engleze și este o contribuție importantă la faima crescândă a lui Nelson. Nu se mai întâmplase, ca o flotă așa de numeroasă să fie anihilată.
Având în vedere importanța sa strategică, unii istorici consideră realizarea lui Nelson de pe Nil cea mai importantă din cariera lui, mai importantă chiar decât cea de la Trafalgar, șapte ani mai târziu.

### Recompense
După ce supervizează reparațiile navei HMS Vanguard, Nelson se întoarce la Neapole, unde este primit ca un erou. Regele Neapolelui, Ferdinand I, îl așteaptă în port și îl salută personal.

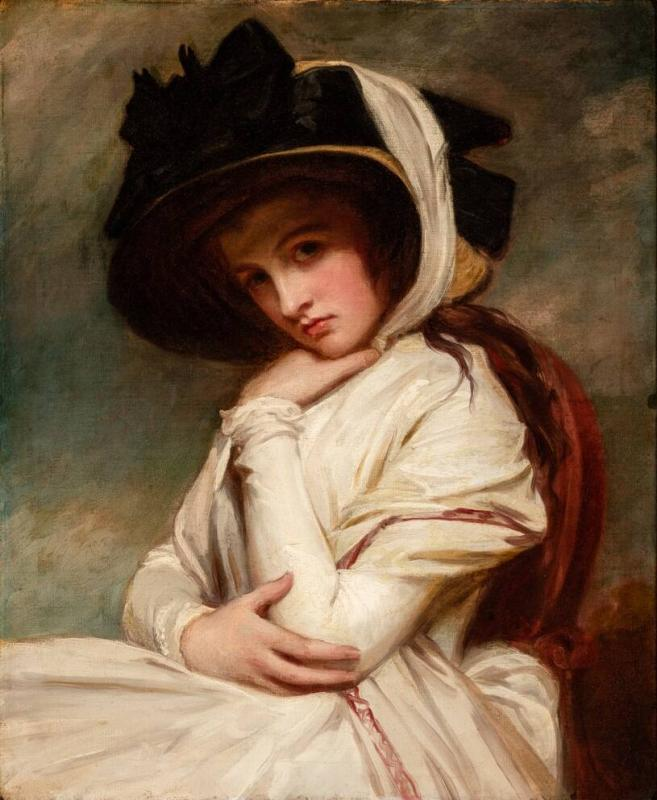
Lady Hamilton într-un portret din 1782-1784, de George Romney

Totuși, cea mai mare recompensă pentru el este reîntâlnirea cu Lady Emma Hamilton, soția ambasadorului englez la Neapole. Cu toate că amândoi erau căsătoriți, povestea lor de dragoste a durat mulți ani. Deși relația pe care cei doi au avut-o a fost subiect de bârfă în toată Anglia, amiralul Nelson a fost văzut de toată lumea ca un erou. În septembrie, Lady Hamilton organizează o recepție cu 1800 de invitați, pentru a-l sărbătorii pe Nelson, care împlinește patruzeci de ani. În Marea Britanie se crede că Nelson a fost învins: mesagerul victoriei, Berry, a fost capturat împreună cu nava care-l transporta, de către Généreux, una din navele ce au reușit să se salveze la Abukir. La începutul lunii octombrie, vestea despre victoria lui Nelson ajunge la Londra. Primul Lord al Amiralității, George Spencer, leșină auzind vestea. În toată țara se sărbătorește victoria, iar Londra îi oferă o recompensă lui Nelson și căpitanului său, în timp ce regele le ordonă să se prezinte personal pentru primirea oficială a medaliilor. Primește cadouri din străinătate de la sultanul Imperiului Otoman, Selim al III-lea și de la țarul Paul I al Rusiei. Lordul Hood, după o discuție cu primul-ministru William Pitt cel Tânăr, propune ca Nelson să primească titlul de viconte, dar Lordul Spencer se împotrivește, susținând că Nelson fusese la comanda unui escadron, nu comandantul flotei și o astfel de atribuire ar crea un precedent nedorit. Astfel Nelson primește doar titlul de Baron Nelson al Nilului.

### Campania napolitană

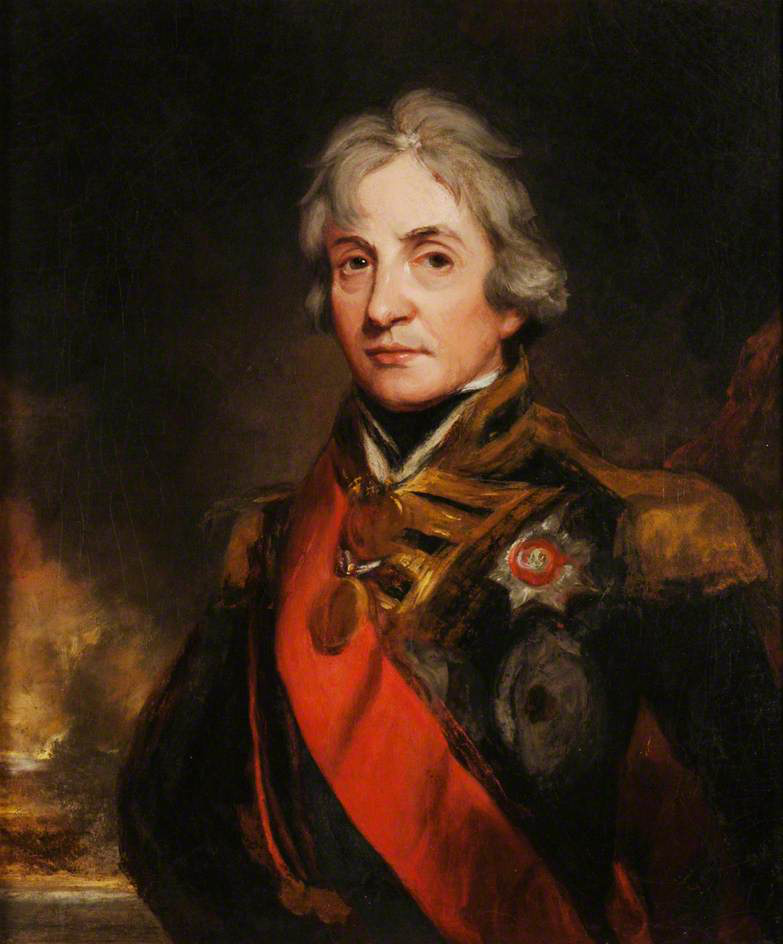
Horatio Nelson, portret de John Hoppner

Nelson este consternat de decizia lui Spencer și declară că mai degrabă nu ar fi primit nici un titlu, decât cel de simplu baron. Deși se bucură de stilul său de viață la Neapole, Nelson se gândește să se întoarcă în Anglia. Dar regele Neapolelui, Ferdinand I, la insistențele soției sale Maria Carolina a Austriei și a lui sir William Hamilton, decide să declare război Franței. Armata napolitană, condusă de generalul austriac Karl Mack von Leiberich și susținută de flota lui Nelson, recucerește Roma de la francezi, la sfârșitul lui noiembrie. Francezii, se regrupează în afara orașului și pun pe fugă armata napolitană, care, în dezordine se îndreaptă spre Neapole. Nelson, organizează în grabă evacuarea familiei regale și a mai multor nobili britanici, printre care se află și familia Hamilton. Evacuarea are loc în 23 decembrie și după multe peripeții pe mare, familia regală ajunge în siguranță în Sicilia, în 26 decembrie.
Odată cu plecarea familiei regale, Neapole se află în plină anarhie. Generalul francez Jean Étienne Championnet, cucerește Neapole și proclamă Republica. Între timp, o armată contrarevoluționară condusă de cardinalul Fabrizio Ruffo, mărșăluiește spre Neapole pentru a prelua orașul. La sfârșitul lunii iunie, armata lui Ruffo intră în Neapole și îi forțează pe francezi și pe susținătorii lor, să părăsească fortificațiile orașului. Printre indisciplinatele trupe napolitane izbucnesc revolte și jafuri, iar Ruffo, consternat de vărsarea de sânge, negociază  o amnistie generală pentru forțele iacobine și repatrierea lor în siguranță în Franța. Nelson, la bordul lui Foudroyant, este indignat și sprijinit de regele Ferdinand, susține că rebelii trebuie să se predea necondiționat. Îi preia sub pază armată pe cei care s-au predat, inclusiv pe amiralul Francesco Caracciolo, care fusese la comanda flotei napolitane pe timpul lui Ferdinand, dar schimbase tabăra și trecuse de partea iacobinilor. Nelson ordonă să fie judecat de Curtea Marțială,  respingând cererea lui Caracciolo de a fi judecat de ofițeri britanici și nici nu îi permite să citeze martori în apărarea sa. Caracciolo este judecat de ofițeri napolitani regaliști și este condamnat la moarte. El cere să fie împușcat, nu spânzurat, dar Nelson la dorința reginei Maria Carlota (prietenă apropiată cu amanta sa, Lady Hamilton) ,îl refuză și ignoră cererea instanței de a-i da 24 de ore timp lui Caracciolo să se pregătească. Caracciolo este spânzurat la bordul fregatei napolitane Minerva. Nelson îi ține pe iacobini închiși și aprobă un val de execuții, în pofida cererilor de clemență ale reginei Maria Carlota și ale lui Lady Hamilton. Când navele de transport pentru iacobini, sunt într-un final autorizate să poarte republicanii în Franța, mai puțin de o treime rămăseseră în viață. Drept recompensă pentru ajutorul acordat monarhiei, în 13 august 1799, regele Ferdinand îi acordă lui Nelson titlul de Duce de Bronte și noul ducat de Bronte, împreună cu castelul Maniace. Nelson revine la Palermo în august, iar în septembrie devine ofițer superior în Marea Mediterană, după ce succesorul lui Jervis, George Keith Elphinstone, pleacă în urmărirea flotei franco-spaniole în Oceanul Atlantic. Își petrece restul anului 1799 la curtea din Neapole și se întoarce pe mare în februarie 1800, după reîntoarcerea lui Keith Elphinstone. La 18 februarie, Généreux, una din navele ce s-au salvat în  bătălia de la Abukir, este observată de Nelson.  După o scurtă luptă, este capturată, iar Nelson câștigă încrederea lui Keith Elphinstone. Nelson are un raport dificil cu superiorul său: iși câștigase o reputație de insubordonat. Zvonurile despre raportul dificil dintre Nelson și Elphinstone și despre relația amoroasă dintre Nelson și Lady Hamilton, ajung la Londra, iar Lordul Spencer îi scrie o scrisoare lui Nelson, în care îi sugerează că ar fi bine să se întoarcă acasă.

### Întoarcerea în Anglia
Chemarea lui sir Hamilton în Marea Britanie, este un stimulent suplimentar pentru întoarcerea acasă a lui Nelson. Dar înainte de întoarcerea în Marea Britanie, împreună cu familia Hamilton, se îmbarcă pe Foudroyant  în aprilie 1800, pentru o croazieră în jurul Maltei. La întoarcere, o transportă pe regina din Neapole și suita ei la Livorno. Din nou nu ascultă ordinele lui Elphinstone și refuză să se alăture flotei principale. Elphinstone vine personal la Livorno pentru a cere explicații. Până la urmă cedează insistențelor lui Lady Hamilton și decide să se întoarcă în Marea Britanie. În 13 iulie, pleacă de la Livorno la Florența, împreună cu Familia Hamilton și alți călători britanici. Se opresc la Trieste și Viena, în septembrie la Praga, apoi la Dresda, Dessau și Hamburg. Sosește la Londra în 9 noiembrie. Este primit la curte și participă ca invitat de onoare la banchete și baluri. În această perioadă, Emma Hamilton și Fanny Nelson se întâlnesc pentru prima oară. Nelson este rece și distant cu soția lui, iar atențiile lui față de Emma Hamilton sunt subiect de bârfă. În conformitate cu avocatul lui, în perioada Crăciunului, Fanny îi dă un ultimatum: trebuie să aleagă între ea și Emma. Nelson îi răspunde într-o scrisoare: "Te iubesc sincer, dar nu pot uita obligațiile mele față de Lady Hamilton sau să vorbesc despre ea altfel decât cu admirație sau respect". După acest episod, nu au mai locuit niciodată împreună.

### Bătălia de la Copenhaga

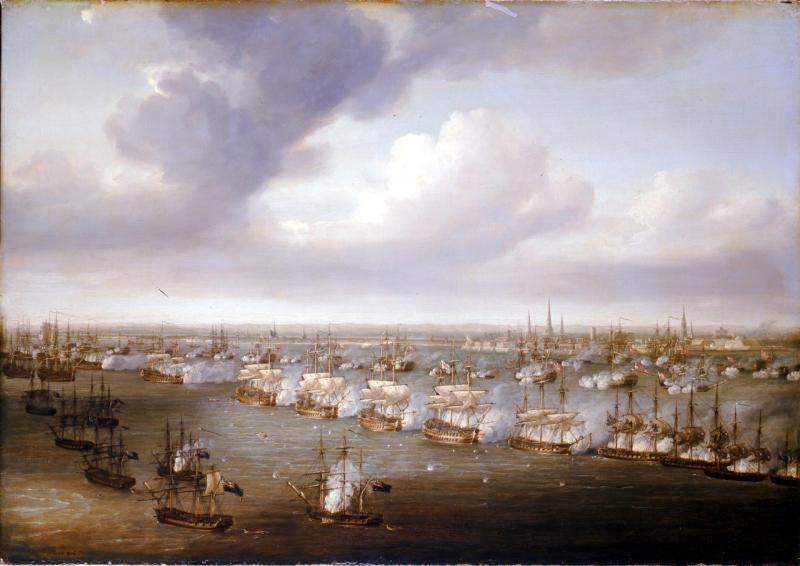
Bătălia de la Copenhaga de Nichollas Pocock. Schimburile de foc dintre englezi și danezi, pe fundalul orașului Copenhaga

În anul 1801, la ordinele lui Sir Hyde Porker, Nelson a condus atacul asupra orașului Copenhaga, unde a ignorat, cu abilitate, semnalele de încetare a luptei, transmise de Parker (deoarece nu avea un ochi, s-a prefăcut că nu vede). Desigur, a repurtat victoria și, din nou, în loc de mustrare, a primit titlul de viconte, iar în 4 august 1800 este făcut Baron Nelson al Nilului, de Hilborough și de Norfolk. Apoi în mai, merge la baza navală rusă Tallin, unde află că pactul de neutralitate armată va fi desființat. Mulțumit de rezultatul expediției, se întoarce în Anglia, unde sosește în 1 iulie.

### Viața în Anglia
În Franța Napoleon se pregătește pentru a invada Marea Britanie. După un scurt sejur la Londra, unde vizitează familia Hamilton, Nelson primește misiunea de a supraveghea Canalul Mânecii, pentru a prevenii invazia francezilor. Își petrece vara în recunoaștere în Canalul Mânecii, și, în afara unui atac eșuat asupra lui Boulogne, nu se întâmplă nimic. După semnarea păcii de la Amiens în 22 octombrie 1801, dintre britanici și francezi, Nelson se întoarce în Anglia. Are din nou probleme de sănătate și locuiește la familia Hamilton. Cei trei fac un tur al Angliei trecând prin Birmingham, Warwick, Gloucester, Swansea, Monmouth și prin alte numeroase orașe și sate. Peste tot Nelson este primit ca un erou, este sărbătorit și se organizează evenimente în onoarea sa. În 1802 cumpără Merton Place, o proprietate la țară (acum în sud-vestul Londrei), unde trăiește cu familia Hamilton până la moartea lui Sir William Hamilton în aprile 1803. În 26 aprilie moare tatăl lui Nelson în vârstă de 80 de ani. Acesta avusese un bun raport cu Fanny Nelson și dezaprobase comportamentul lui Nelson. Horatio nu participă la înmormântare, dar plătește toate cheltuielile necesare. Luna următoare izbucnește războiul, iar Nelson se întoarce pe mare.

### Bătălia de la Trafalgar
- Vezi Bătălia de la Trafalgar

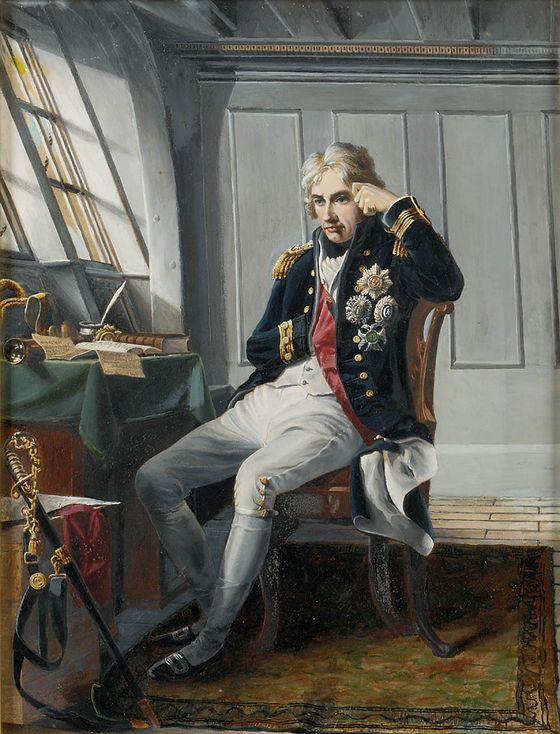
Nelson înaintea bătăliei de la Trafalgar

Pacea de la Amiens nu durează mult și Nelson este numit comandant al Flotei Mediteraneene și primește comanda vasului HMS Victory. La bordul lui Victory se alătură flotei britanice în 27 septembrie, luând locul amiralului Cuthbert Collington. Petrece următoarele săptămâni, examinând și pregătind  tactica pentru lupta ce părea inevitabilă. Decide să împartă flota în escadrile, în loc de o tradițională linie de luptă paralelă cu inamicul. Flota franco-spaniolă este compusă din treizeci și trei de nave de luptă, sub conducerea lui Pierre-Charles Villeneuve. Napoleon Bonaparte hotărâse ca Villeneuve să navigheze în Canalul Mânecii, cu scopul de a acoperii invazia planificată în Marea Britanie. Dar intrarea Austriei și Rusiei în coaliția împotriva Franței, l-au constrâns pe Napoleon să anuleze atacul și să transfere trupele în Germania. Villeneuve nu vrea să riște o luptă cu britanicii, ceea ce îl face pe Napoleon să-i ordone generalului François Étienne de Rosily Mesros, să meargă la Cadiz, pentru a prelua comanda flotei. Totuși, Villeneuve decide să navigheze înainte de sosirea succesorului său. În 20 octombrie 1805, flota franceză este reperată de fregatele de patrulă britanice, iar Nelson este informat că se îndreaptă spre vest.

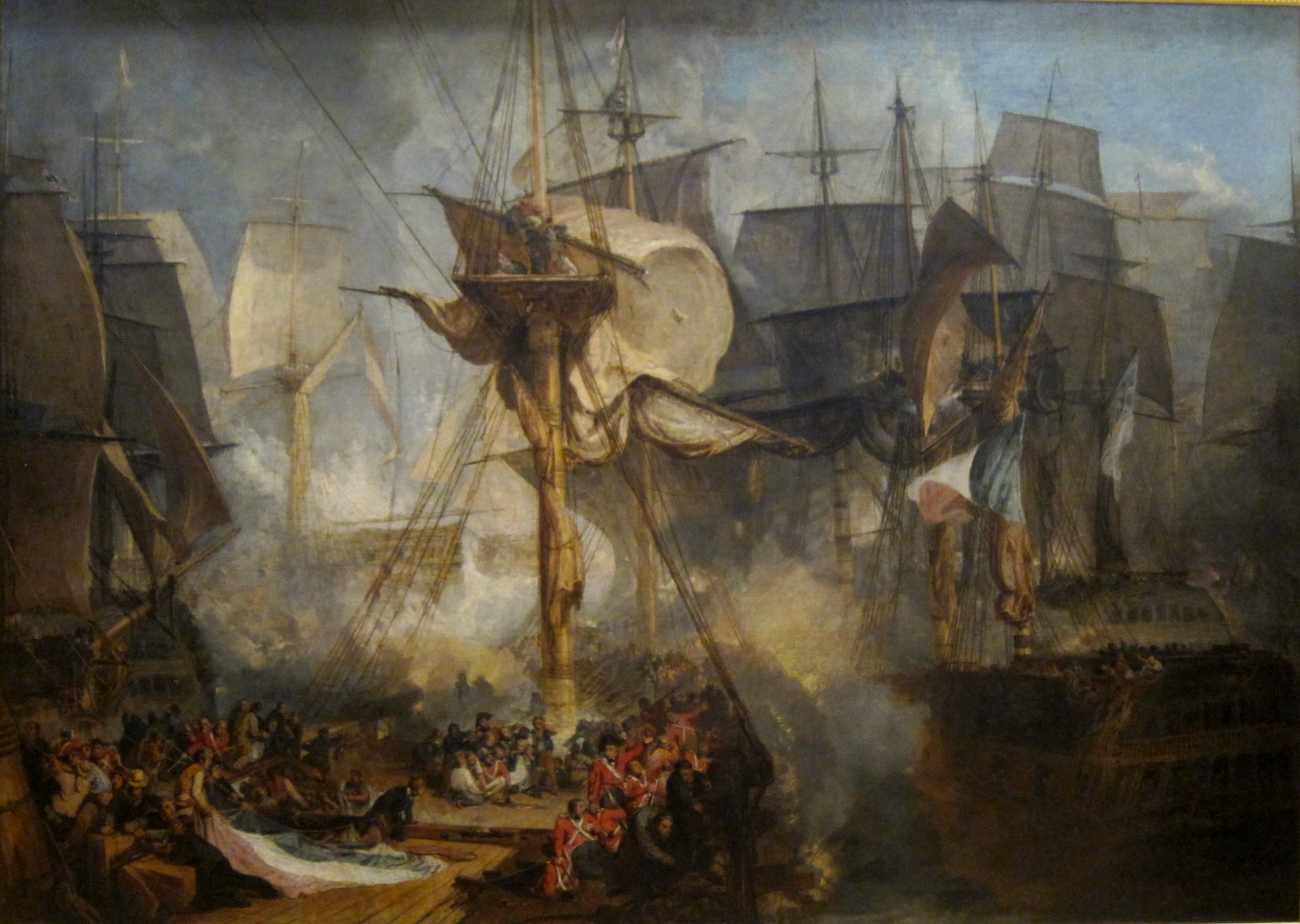
Bătălia de la Trafalgar de J. M. W. Turner

La 4 dimineața în 21 octombrie, Nelson ordonă ca HMS Victory să se îndrepte spre flota inamică și semnalizează restului flotei sale să se pregătească de luptă. În ultimul moment schimbă tactica de luptă: în loc de a ataca într-o formație de trei coloane, alege să dispună navele engleze în două coloane, una sub comanda vice-amiralului Collingwood, la bordul lui Royal Sovereign, cealaltă comandată de el, la bordul lui Victory. Manevra (așa numita atingerea lui Nelson) era în mod decis neobișnuită față de modul tradițional de luptă și arată genialitatea amiralului englez: principalul dezavantaj consta în extrema vulnerabilitate a navelor amiral și a celor ce le urmau, care în mod voluntar se puneau într-o poziție în formă de T, expuse focului încrucișat al flotei inamice. Avantajul consta în posibilitatea de a trage din toate părțile, spre deosebire de franco-spanioli, care erau constrânși să tragă numai de pe o latură. La 11.30 începe adevărata bătălie când Nelson dă cel mai faimos semnal naval din toată istoria britanică: Anglia se așteaptă ca fiecare om să-și facă datoria!. Termenul England (Anglia) era folosit pentru a se referi la Regatul Unit cu toate că Marina Regală Britanică era formată și din numeroase contingente ce proveneau din Irlanda, Țara Galilor și Scoția. În timp ce navele convergeau, căpitanul de pe Victory, Thomas Hardy îi sugerează lui Nelson să-și scoată decorațiile de pe haină, pentru a nu fi ușor de identificat de către lunetiștii inamici. Dar Nelson îi răspunde că este prea târziu să se schimbe și, în plus, decorațiile sunt medalii militare pe care nu îi este teamă să le arate inamicului. Căpitanul Henry Blackwood de pe fregata HMS Euryalus, îi sugerează lui Nelson să vină pe nava lui pentru a vedea mai bine lupta. Nelson refuză, și de asemenea refuză sugestia lui Hardy de a lăsa HNS Euryalus, comandată de Blackwood să vină înaintea lui Victory pentru a conduce bătălia Victory deschide focul asupra liniei inamice, cu lovituri tot mai precise pe măsură ce se apropie. O ghiulea lovește nava și-l ucide pe John Scott, secretarul lui Nelson. Grefierul lui Hardy îl înlocuiește și începe să ia notițe, dar este ucis aproape imediat. Victory  ajunge lângă linia inamică, iar Hardy îl întreabă pe Nelson ce navă alege drept obiectiv, iar Nelson îi spune să aleagă el. Victory este poziționată în spatele lui Bucentaure, o navă cu 80 de tunuri. Victory se află sub focul navelor Redoutable - 74 de tunuri și Santisima Trinidad - 138 de tunuri. În acest timp Nelson și Hardy continuă să se plimbe pe punte dând ordine.

#### Moartea lui Nelson

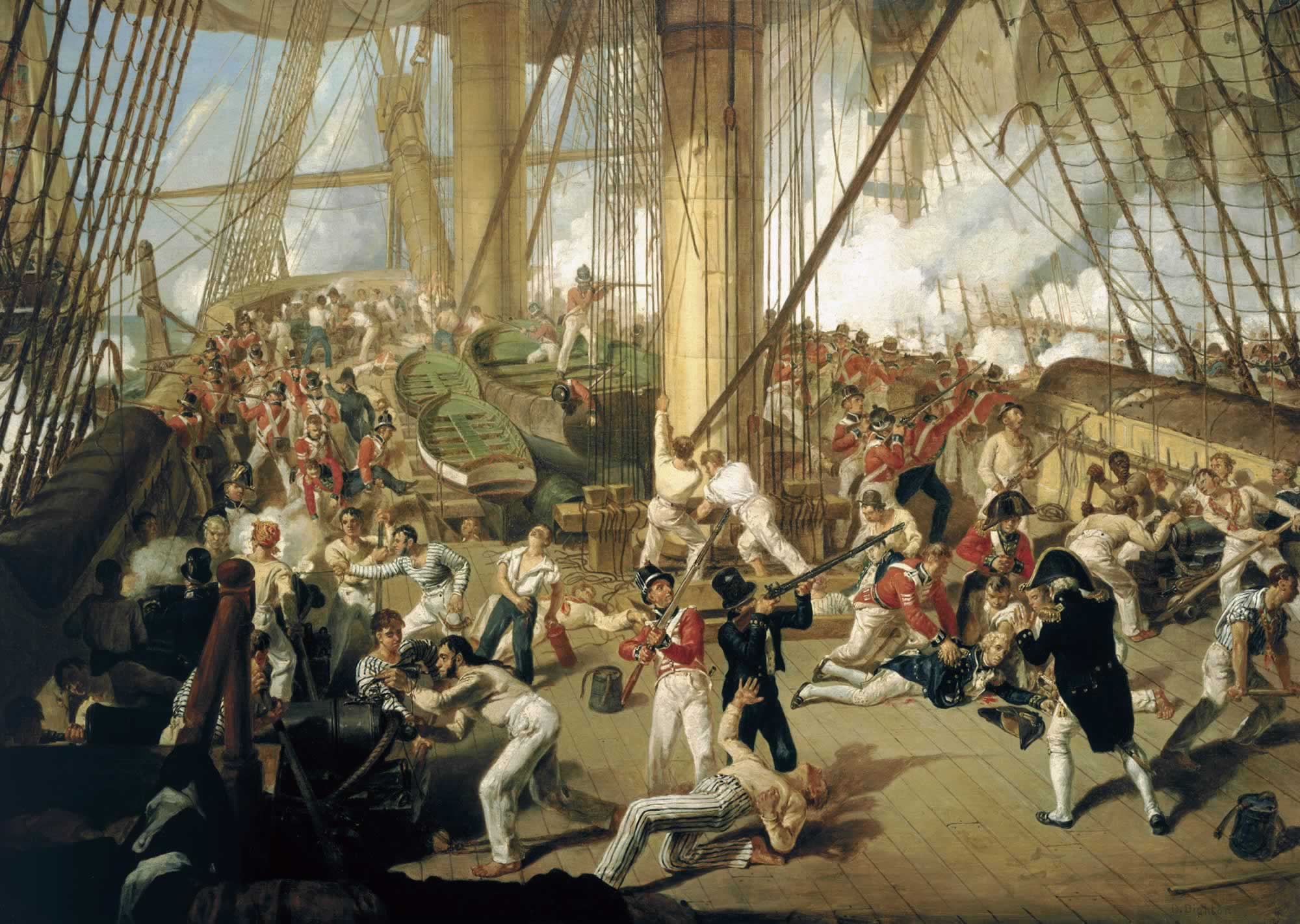
Nelson este împușcat pe dunetă, pictură de Denis Dighton, circa 1825

Puțin după ora 13, Hardy observă că Nelson nu se află lângă el. Se întoarce și îl vede căzut în genunchi, sprijinit pe mână, înainte de a cădea pe o parte. Hardy se grăbește să îl ajute, iar Nelson îi spune zâmbind Hardy cred că au reușit într-un final...coloana mea vertebrală este atinsă. Fusese lovit de un trăgător de elită francez de pe Formidable. Proiectilul a intrat în umărul stâng, a trecut prin plămân și coloana vertebrală și s-a oprit în mușchiul spatelui, la 5 centimetri sub omoplatul drept. Nelson este transportat pe puntea inferioară de doi marinari și un ofițer. În timp ce este transportat, le cere să se oprească o clipă, pentru a-l sfătui pe un aspirant cum să manevreze cârma. Apoi își ascunde fața sub o batistă, pentru a evita demoralizarea echipajului. Ajuns la chirurgul William Beatty îi spune nu poți face nimic pentru mine. Mai am puțin de trăit. Spatele meu e străpuns. Nelson este instalat comod, și după ce se plânge de valuri de căldură și sete, i se dă să bea limonadă și vin amestecat cu apă. Cere de mai multe ori să-l vadă pe Hardy, care supraveghea lupta pe puntea superioară și îi cere lui Beatty să-l amintească Emmei, fiicei sale și prietenilor săi.

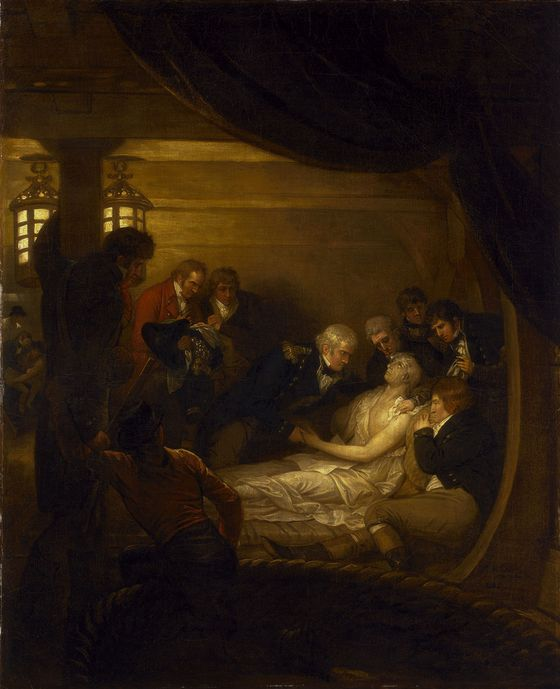
Moartea Lordului Nelson în carlinga vasului Victory de Benjamin West

Hardy vine sub punte să-l vadă pe Nelson, doar la 14.30 și-l informează că mai multe nave inamice s-au predat. Nelson îi spune că este sigur că va muri și îl imploră să treacă posesiunile sale Emmei. În acest moment, cu Nelson se află capelanul Alexander Scott, ofițerul Walter Burke, stewardul lui Nelson, Chevalier și Beatty. Temându-se că sosește o furtună, îl instruiește pe Hardy să se asigure de ancorajul navei. După ce îi amintește lui Hardy „să aibă grijă de săraca Lady Hamilton”, Nelson îi spune „sărută-mă, Hardy”. Beatty notează cum Hardy îngenunchează și îl sărută pe Nelson pe obraz. Apoi după un minut sau două, îl sărută din nou pe frunte. Nelson întreabă "cine este?" și auzind că era Hardy îi spune „Dumnezeu să te binecuvânteze, Hardy.” Devine tot mai slăbit și continuă să murmure instrucțiuni pentru Burke și Scott. Beatty îl aude murmurând „Mulțumesc lui Dumnezeu, mi-am făcut datoria”, iar când se întoarce, vocea era stinsă și pulsul era slab. Scott, care rămâne alături de Nelson până la sfârșit, notează că ultimele sale cuvinte au fost „Dumnezeu și țara mea”. Nelson moare la 16.30, la trei ore după de a fost împușcat.

### Reîntoarcerea în Anglia

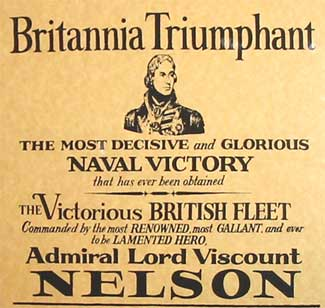
Afiș comemorativ al bătăliei de la Trafalgar

Bătălia a fost o victorie pentru englezi, cu 21 de nave capturate, 7000 de prizonieri și 3000 de morți în rândurile franco-spaniolilor și aproximativ 1500 de victime pentru englezi. 
Pentru a respecta dorința lui Nelson de a fi înmormântat, contrar obiceiului marinarilor de a fi aruncați în mare, și pentru a păstra corpul lui Nelson, William Beatty propune să fie pus într-un butoi cu coniac amestecat cu camfor și smirnă. Butoiul este atașat apoi de catargul principal și pus sub pază. Avariat după bătălie, Victory este remorcat până în Gibraltar și la sosire, corpul lui Nelson este transferat într-un sicriu de plumb cu coniac și vin.
Raportările lui Cuthbert Collingwood despre bătălie, sunt trimise în Anglia la bordul vasului HMS Pickle și sosiți la Londra, este trimis un mesager la Merton Place, pentru a o înștiința pe Lady Hamilton, despre moartea lui Nelson.
Regele George al III-lea, la aflarea știrii ar fi spus cu lacrimi în ochi: "am pierdut mai mult decât am câștigat". The Times a scris: "Nu știm dacă trebuie să ne bucurăm sau să plângem. Țara a câștigat cea mai splendidă și decisivă victorie din analele navale ale Angliei, dar a fost greu câștigată".

### Înmormântarea

Sicriul lui Nelson la catedrala Saint Paul. De cupolă sunt atârnate steagurile franceze și spaniole capturate

Sicriul lui Nelson sosește în Marea Britanie la bordul lui Victory. Este descărcat la Nore și este purtat la Greenwich, unde trupul lui Nelson este pus într-un sicriu de plumb, apoi într-n sicriu de lemn realizat din catargul lui L'Orient, salvat din bătălia de la Abukir. Rămâne trei zile la Greenwich, la Painted Hall, înainte de a fi transportat pe Tamisa la bordul unei barje, însoțit de Lordul Hood, Sir Peter Parker și Prințul de Walles. Sicriul rămâne la Amiralitate în timpul nopții, în prezența capelanului lui Nelson, Alexander Scott. A doua zi, 9 ianuarie, un cortegiu funerar format din 32 de amirali, peste o sută de căpitani, și o escortă de 10000 de soldați, au preluat sicriul pentru a fi transportat la Catedrala Saint Paul. Patru ore mai târziu a fost înmormântat într-un sarcofag sculptat inițial pentru cardinalul Thomas Wolsey. Soldații însărcinați cu plierea steagului ce îmbrăca sicriul lui Nelson, în loc să-l pună în mormânt, l-au rupt în bucăți și fiecare a păstrat o bucată ca amintire.

## Evaluare

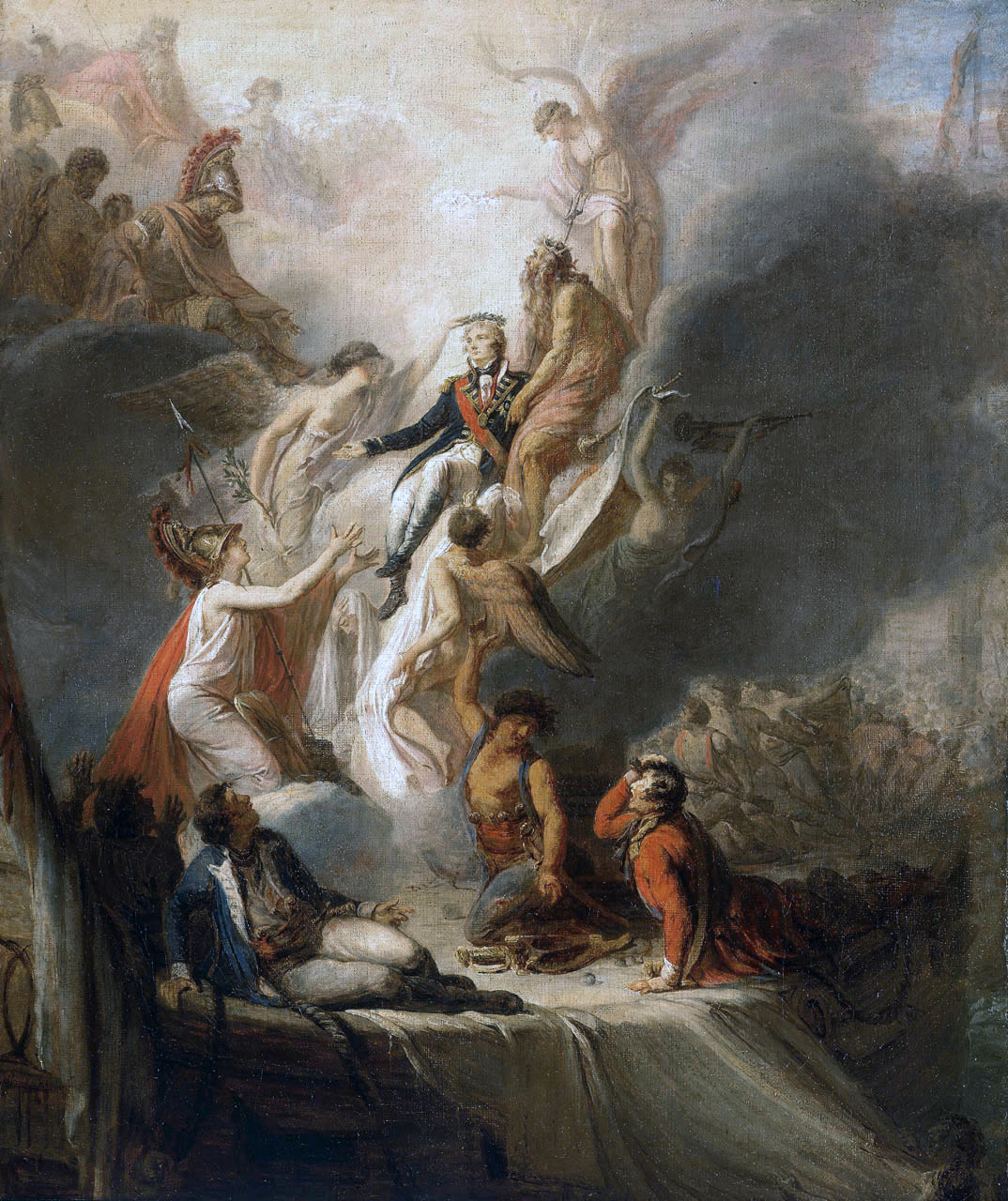
Apoteoza lui Nelson de Scott Pierre Nicolas Legrand. Nelson urcă spre nemurire cu bătălia dezlănțuită de la Trafalgar drept fundal. El este susținut de Neptun în timp ce Faima îi ține coroana de stele, simbol al nemuririi, deasupra capului. Britannia îndoliată își întinde brațele spre el, iar Hercule, Marte, Jupiter și Minerva se uită la el.

Nelson a fost privit ca un lider extrem de eficient, capabil să simpatizeze cu nevoile oamenilor săi. El și-a bazat comanda mai mult pe dragoste decât pe autoritate, inspirându-i pe superiori și subalterni cu curajul său considerabil și cu carisma sa numită și Nelson touch (stilul Nelson) Preocuparea lui pentru bunăstarea oamenilor săi, era o caracteristică distinctivă și neobișnuită pentru standardele acelor timpuri. Aceasta este demonstrată și de sprijinul puternic acordat Societății Marinei, prima organizație de caritate pentru marinari. El a combinat acest talent, cu o înțelegere de expert a strategiei și a politicii, ceea ce l-au făcut un comandant naval de mare succes. Faimos deja în timpul vieții, faima lui Nelson a atins noi culmi după moartea sa și este considerat unul din cei mai mari eroi din armata Marii Britanii, alături de John Churchill, I Duce de Marlborough și de Arthur Wellesley, I Duce de Wellington. În programul de televiziune de la BBC, 100 Greatest Britons din 2002, Nelson a fost clasat pe locul nouă, dintre cei mai mari britanici din toate timpurile. Cariera sa activă, a arătat că a avut o experiență considerabilă în luptă și a fost un judecător abil al adversarilor săi, capabil să le identifice punctele slabe și să le exploateze. Cu toate acestea, personalitatea lui Nelson a fost complexă, caracterizată deseori de dorința de a fi notat de superiorii săi și de public. Era ușor de flatat cu laude și deseori dezamăgit când simțea că nu i se dădea destul credit pentru acțiunile sale. Acest fapt l-a făcut să-și asume mari riscuri și să-și popularizeze apoi cu entuziasm succesele. A fost de asemenea extrem de încrezător în abilitățile sale, determinat și capabil de a lua decizii importante. Era de multe ori nesigur și își schimba starea de spirit, dar era și foarte vanitos: îi plăcea să primească decorații, laude și omagii. În ciuda personalității sale, a rămas mereu un lider extrem de profesionist și a fost condus toată viața de un puternic sentiment al datoriei.
Unele aspecte ale vieții sale au fost controversate atât în timpul vieții, cât și după moarte. Relația sa cu Emma Hart a atras atenția și a fost dezaprobată în așa măsură, încât Emmei i s-a refuzat permisiunea de a participa la înmormântarea sa și, ulterior, a fost ignorată de guvern, care a acordat privilegii doar familiei lui Nelson.
De asemenea acțiunile sale la Neapole au fost subiect de dezbatere: aprobarea sa față de represaliile asupra iacobinilor, care s-au predat în condițiile convenite de către cardinalul Ruffo și intervenția sa personală pentru a se asigura de executarea lui Caracciolo, sunt considerate de unii biografi ca Robert Southey, drept o încălcare rușinoasă a onoarei. Alți scriitori pro-republicani au scris cărți și broșuri în care au condamnat evenimentele de la Neapole, considerându-le  atrocități.

## Bibliografie

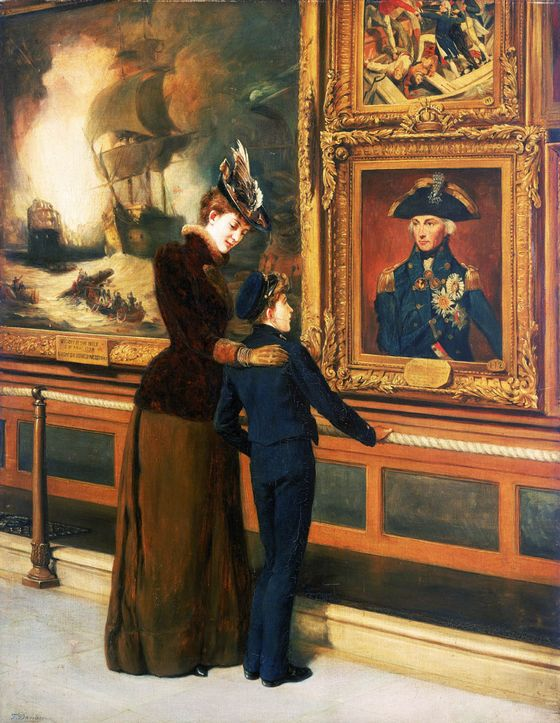
England's Pride and Glory de Thomas Davidson (1894)